# 千葉県の県道一覧
千葉県の県道一覧（ちばけんのけんどういちらん）は、千葉県を通る県道の一覧である。

## 主要地方道（1 - 93）
- 1 千葉県道1号市川松戸線（松戸街道）
- 2 茨城県道・千葉県道2号水戸鉾田佐原線
- 3 茨城県道・千葉県道3号つくば野田線
- 4 千葉県道・茨城県道4号千葉竜ヶ崎線
- 5 千葉県道5号松戸野田線（流山街道）
- 6 千葉県道6号市川浦安線（行徳街道）
- 7 千葉県道7号我孫子関宿線
- 8 千葉県道8号船橋我孫子線（船取県道）
- 9 千葉県道9号船橋松戸線
- 10 東京都道・千葉県道10号東京浦安線
- 11 茨城県道・千葉県道11号取手東線
- 12 千葉県道12号鎌ケ谷本埜線
- 13 千葉県道13号市原茂原線
- 14 千葉県道14号千葉茂原線（茂原街道）
- 15 千葉県道15号千葉船橋海浜線（海浜大通り）
- 16 千葉県道16号佐原八日市場線
- 17 茨城県道・千葉県道17号結城野田線（流山街道）
- 18 千葉県道18号成田安食線
- 19 埼玉県道・千葉県道19号越谷野田線
- 20 千葉県道20号千葉大網線（大網街道）
- 21 千葉県道21号五井本納線
- 22 千葉県道22号千葉八街横芝線
- 23 千葉県道23号木更津末吉線
- 24 千葉県道24号千葉鴨川線（久留里街道）
- 25 千葉県道25号東金片貝線（片貝県道）
- 26 茨城県道・千葉県道・埼玉県道26号境杉戸線
- 27 千葉県道27号茂原大多喜線
- 28 千葉県道28号旭小見川線
- 29 埼玉県道・千葉県道29号草加流山線
- 30 千葉県道30号飯岡一宮線（九十九里ビーチライン）
- 31 千葉県道31号茂原白子線
- 32 千葉県道32号大多喜君津線
- 33 千葉県道33号君津平川線
- 34 千葉県道34号鴨川保田線（長狭街道）
- 35 千葉県道35号旭停車場線
- 36 千葉県道36号佐原停車場線
- 37 千葉県道37号銚子停車場線
- 38 千葉県道38号松戸停車場線
- 39 千葉県道39号船橋停車場線
- 40 千葉県道40号東千葉停車場線
- 41 千葉県道41号茂原停車場線
- 42 埼玉県道・千葉県道42号松伏春日部関宿線
- 43 千葉県道43号八街三里塚線
- 44 千葉県道・茨城県道44号成田小見川鹿島港線
- 45 千葉県道45号八日市場八街線
- 46 千葉県道・茨城県道46号野田牛久線
- 47 茨城県道・千葉県道47号守谷流山線（守谷街道）
- 48 千葉県道48号八日市場野栄線
- 49 千葉県道49号八日市場栄線
- 50 東京都道・千葉県道50号東京市川線
- 51 千葉県道51号市川柏線
- 52 埼玉県道・千葉県道52号越谷流山線
- 53 千葉県道53号千葉川上八街線
- 54 千葉県道・東京都道・埼玉県道54号松戸草加線
- 55 千葉県道55号佐原山田線
- 56 千葉県道56号佐原椿海線
- 57 千葉県道57号千葉鎌ケ谷松戸線
- 58 千葉県道58号松尾蓮沼線（芝山はにわ道）
- 59 千葉県道59号市川印西線（木下街道）
- 60 千葉県道・東京都道60号市川四ツ木線
- 61 千葉県道61号船橋印西線
- 62 千葉県道62号成田松尾線（芝山はにわ道）
- 63 千葉県道63号成田下総線
- 64 千葉県道64号千葉臼井印西線（佐倉街道）
- 65 千葉県道65号佐倉印西線
- 66 千葉県道66号浜野四街道長沼線
- 67 千葉県道67号生実本納線（千葉外房有料道路）
- 68 茨城県道・千葉県道68号美浦栄線
- 69 千葉県道69号長沼船橋線（御成街道）
- 70 千葉県道70号大栄栗源干潟線
- 71 千葉県道71号銚子旭線
- 72 千葉県道72号穴川天戸線
- 73 千葉県道73号銚子海上線
- 74 千葉県道74号多古笹本線
- 75 千葉県道75号東金豊海線（豊海県道）
- 76 千葉県道76号成東酒々井線
- 77 千葉県道77号富里酒々井線
- 78 千葉県道78号横芝上堺線
- 79 千葉県道79号横芝下総線
- 80 千葉県道・埼玉県道80号野田岩槻線
- 81 千葉県道81号市原天津小湊線（清澄養老ライン）
- 82 千葉県道82号天津小湊夷隅線
- 83 千葉県道83号山田台大網白里線
- 84 千葉県道84号茂原長生線
- 85 千葉県道85号茂原夷隅線
- 86 千葉県道86号館山白浜線
- 87 千葉県道87号袖ケ浦中島木更津線
- 88 千葉県道88号富津館山線
- 89 千葉県道89号鴨川富山線
- 90 千葉県道90号木更津富津線（東京湾岸道路）
- 91 千葉県道91号竹岡インター線
- 92 千葉県道92号君津鴨川線（房総スカイライン）
- 93 千葉県道93号久留里鹿野山湊線

## 一般県道（101 - 200）
- 101 茨城県道・千葉県道101号潮来佐原線
- 102 千葉県道102号成田両国線
- 103 茨城県道・千葉県道103号江戸崎下総線
- 104 千葉県道104号八日市場井戸野旭線
- 105 千葉県道105号干潟停車場豊畑線
- 106 千葉県道106号八日市場佐倉線
- 107 千葉県道107号江戸崎神崎線
- 108 千葉県道108号横芝停車場白浜線
- 109 千葉県道109号横芝停車場吉田線
- 110 千葉県道110号郡停車場大須賀線
- 111 千葉県道111号松尾停車場線
- 112 千葉県道112号成田成東線
- 113 千葉県道113号佐原多古線
- 114 千葉県道114号八日市場山田線
- 115 千葉県道115号久住停車場十余三線
- 116 千葉県道116号横芝山武線
- 117 千葉県道117号日向停車場極楽寺線
- 118 千葉県道118号成東山武線
- 119 千葉県道119号東金源線
- 120 千葉県道120号多古栗源線
- 121 千葉県道121号成東鳴浜線
- 122 千葉県道122号飯岡片貝線
- 123 千葉県道123号一宮片貝線
- 124 千葉県道124号緑海東金線（砂押県道）
- 125 千葉県道125号山田栗源線
- 126 千葉県道126号八幡菊間線
- 127 千葉県道127号多古山田線
- 128 千葉県道128号日吉誉田停車場線
- 129 千葉県道129号誉田停車場中野線
- 130 千葉県道130号誉田停車場潤井戸線
- 131 千葉県道131号土気停車場千葉中線
- 132 千葉県道132号土気停車場金剛地線
- 133 千葉県道133号稲毛停車場穴川線
- 134 千葉県道134号稲毛停車場稲毛海岸線
- 135 千葉県道135号津田沼停車場前原線
- 136 千葉県道136号佐倉停車場千代田線
- 137 千葉県道137号宗吾酒々井線
- 138 千葉県道138号正気茂原線
- 139 千葉県道139号茂原五井線
- 140 千葉県道140号五井山倉線
- 141 千葉県道141号五井町田線
- 142 茨城県道・千葉県道142号岩井野田線
- 143 千葉県道143号南総昭和線
- 144 千葉県道144号南総姉崎線
- 145 千葉県道145号長浦上総線
- 146 千葉県道146号木更津根形線
- 147 千葉県道147号長柄大多喜線
- 148 千葉県道148号南総一宮線
- 149 千葉県道149号八日市場府馬線
- 150 千葉県道150号大多喜一宮線
- 151 千葉県道151号夷隅瑞沢線
- 152 千葉県道152号一宮椎木長者線
- 153 千葉県道153号夷隅太東線
- 154 千葉県道154号夷隅長者線
- 155 千葉県道155号四街道上志津線
- 156 千葉県道156号船橋埠頭線
- 157 千葉県道157号大貫青堀線
- 158 千葉県道158号君津青堀線
- 159 千葉県道159号君津大貫線
- 160 千葉県道160号加茂木更津線
- 161 千葉県道161号成田滑河線
- 162 茨城県道・千葉県道162号岩井関宿野田線
- 163 千葉県道163号小櫃佐貫停車場線
- 164 千葉県道164号荻作君津線
- 165 千葉県道165号横田停車場上泉線
- 166 千葉県道166号馬来田停車場富岡線
- 167 千葉県道167号馬来田停車場中川線
- 168 千葉県道168号鶴舞馬来田停車場線
- 169 千葉県道169号南総馬来田線
- 170 千葉県道・茨城県道170号我孫子利根線 （利根水郷ライン）
- 171 千葉県道171号加茂長南線
- 172 千葉県道172号大多喜里見線
- 173 千葉県道173号南総月出線
- 174 千葉県道174号勝浦布施大原線
- 175 千葉県道175号大原港大原停車場線
- 176 千葉県道176号夷隅御宿線
- 177 千葉県道177号勝浦上野大多喜線
- 178 千葉県道178号小田代勝浦線
- 179 千葉県道179号船橋行徳線
- 180 千葉県道180号松戸原木線
- 181 千葉県道181号天津小湊田原線
- 182 千葉県道182号上畑湊線
- 183 千葉県道・埼玉県道183号次木杉戸線
- 184 千葉県道184号外野勝山線
- 185 千葉県道185号犬掛館山線
- 186 千葉県道186号南三原停車場丸線
- 187 千葉県道187号館山千倉線
- 188 千葉県道188号館山大貫千倉線
- 189 千葉県道189号千葉ニュータウン北環状線
- 190 千葉県道190号千葉ニュータウン南環状線
- 191 千葉県道191号西白井停車場線
- 192 千葉県道192号白井停車場線
- 193 千葉県道193号小室停車場復線
- 194 千葉県道194号川間停車場線
- 195 千葉県道195号我孫子停車場線
- 196 千葉県道196号湖北停車場線
- 197 千葉県道197号布佐停車場線
- 198 千葉県道・茨城県道198号銚子波崎線
- 199 千葉県道199号馬橋停車場線
- 200 千葉県道200号六実停車場線

## 一般県道（201 - 300）
- 201 千葉県道201号大和田停車場線
- 202 千葉県道202号本八幡停車場線
- 203 千葉県道203号下総中山停車場線
- 204 千葉県道204号津田沼停車場線
- 205 千葉県道205号幕張停車場線
- 206 千葉県道206号下総松崎停車場線
- 207 千葉県道207号滑河停車場線
- 208 千葉県道208号大戸停車場線
- 209 千葉県道209号笹川停車場線
- 210 千葉県道210号飯岡停車場線
- 211 千葉県道211号飯岡猿田停車場線
- 212 千葉県道212号八日市場停車場線
- 213 千葉県道213号成東停車場線
- 214 千葉県道214号東金停車場線
- 215 千葉県道215号八街停車場線
- 216 千葉県道216号飯岡松岸停車場線
- 217 千葉県道217号本千葉停車場線
- 218 千葉県道218号蘇我停車場線
- 219 千葉県道219号浜野停車場線
- 220 千葉県道220号八幡宿停車場線
- 221 千葉県道221号五井停車場線
- 222 千葉県道222号木更津停車場線
- 223 千葉県道223号牛久停車場線
- 224 千葉県道224号袖ケ浦停車場線
- 225 千葉県道225号君津停車場線
- 226 千葉県道226号本納停車場線
- 227 千葉県道227号八積停車場線
- 228 千葉県道228号一宮停車場線
- 229 千葉県道229号太東停車場線
- 230 千葉県道230号長者町停車場線
- 231 千葉県道231号大多喜停車場線
- 232 千葉県道232号御宿停車場線
- 233 千葉県道233号勝浦停車場線
- 234 千葉県道234号上総興津停車場線
- 235 千葉県道235号巌根停車場線
- 236 千葉県道236号上総湊停車場線
- 237 千葉県道237号浜金谷停車場線
- 238 千葉県道238号保田停車場線
- 239 千葉県道239号岩井停車場線
- 240 千葉県道240号富浦停車場線
- 241 千葉県道241号千倉停車場線
- 242 千葉県道242号浦安停車場線
- 243 千葉県道243号市原埠頭線
- 244 千葉県道244号外川港線
- 245 千葉県道245号木更津港線
- 246 千葉県道246号勝浦港線
- 247 千葉県道247号浜波太港線
- 248 千葉県道248号勝山港線
- 249 千葉県道249号船形港線
- 250 千葉県道250号館山港線
- 251 千葉県道251号千倉港線
- 252 千葉県道252号布良港線
- 253 千葉県道253号香取津之宮線
- 254 千葉県道254号銚子公園線
- 255 千葉県道255号富津公園線
- 256 千葉県道256号新舞子海岸線
- 257 千葉県道257号南安房公園線（房総フラワーライン）
- 258 千葉県道258号富山丸山線
- 259 千葉県道259号小見川停車場線
- 260 茨城県道・千葉県道260号谷原息栖東庄線
- 261 千葉県道261号松戸柏線
- 262 千葉県道262号幕張八千代線
- 263 千葉県道263号八千代宗像線
- 264 千葉県道264号高塚新田市川線
- 265 千葉県道265号小見川海上線
- 266 千葉県道266号旭笹川線
- 267 千葉県道267号下総橘停車場東城線
- 268 千葉県道268号北柏停車場線
- 269 千葉県道269号大鷲木更津線
- 270 千葉県道270号木更津袖ケ浦線
- 271 千葉県道271号館山停車場線
- 272 千葉県道272号西江見停車場線
- 273 千葉県道273号上布施勝浦線
- 274 千葉県道274号松丸一宮線
- 275 千葉県道275号求名停車場線
- 276 千葉県道276号西浦安停車場線
- 277 千葉県道277号神門八街線
- 278 千葉県道278号柏流山線
- 279 千葉県道279号豊四季停車場高田原線
- 280 千葉県道280号白井流山線
- 281 千葉県道281号松戸鎌ケ谷線
- 282 千葉県道282号柏印西線
- 283 千葉県道283号若宮西船市川線
- 284 千葉県道284号鶴舞牛久線
- 285 千葉県道285号内浦山公園線
- 286 千葉県道286号愛宕山公園線
- 287 千葉県道287号袖ケ浦姉ケ崎停車場線
- 288 千葉県道288号夏見小室線
- 289 千葉県道289号岩富山田台線
- 290 千葉県道290号大里小池線
- 291 千葉県道291号印西印旛線
- 292 千葉県道292号犬成海士有木線
- 293 千葉県道293号茂原環状線
- 294 神奈川県道・東京都道・千葉県道294号高速湾岸線
- 295 千葉県道・埼玉県道295号松戸三郷線
- 296 千葉県道296号和田丸山館山線
- 297 千葉県道297号和田丸山線
- 298 千葉県道298号絹郡線
- 299 千葉県道299号平和共興線
- 300 千葉県道300号上高根北袖線

## 一般県道（301 - 326）
- 301 千葉県道301号東金山田台線
- 302 千葉県道302号館山富浦線
- 326 埼玉県道・千葉県道326号川藤野田線

## 一般県道（401 - 409）
- 401 千葉県道401号松戸野田関宿自転車道線
- 402 千葉県道402号長生茂原自転車道線
- 403 千葉県道403号和田白浜館山自転車道線
- 404 千葉県道404号銚子小見川佐原自転車道線
- 405 千葉県道405号九十九里一宮大原自転車道線
- 406 千葉県道406号八千代印旛栄自転車道線
- 407 千葉県道407号我孫子流山自転車道線
- 408 千葉県道408号飯岡九十九里自転車道線
- 409 千葉県道409号佐原我孫子自転車道線

## 一般県道（501）
- 501 東京都道・千葉県道501号王子金町市川線 - 2022年（令和4年）5月10日認定[1]。従来認定されていた東京都道307号王子金町市川線の後継にあたり[2][3]、東京都側のほぼ全線が主要地方道であるが[4]、千葉県内では一般県道である[5]。